# Juan Moreira (película de 1973)
Juan Moreira es una película argentina dramática-histórica de 1973 coescrita y dirigida por Leonardo Favio, producida por Juan Sires y protagonizada por Rodolfo Bebán. Está basada en la novela homónima escrita por Eduardo Gutiérrez. Fue estrenada el 24 de mayo de 1973, y ganó el Cóndor de Plata a Mejor película en 1974. Es ampliamente considerada como un clásico del cine de su país, y simultáneamente como uno de los mejores films de Favio y de la historia del cine argentino.
En una encuesta de las 100 mejores películas del cine argentino llevada a cabo por el Museo del Cine Pablo Ducrós Hicken en el año 2000, la película alcanzó el puesto 9. En una nueva versión de la encuesta organizada en 2022 por las revistas especializadas La vida útil, Taipei y La tierra quema, presentada en el Festival Internacional de Cine de Mar del Plata, la película alcanzó el puesto 11.

## Sinopsis
A fines de Siglo XIX, el arriero Juan Moreira es un gaucho bueno y trabajador que, como tantos otros, es objeto de abusos y humillaciones por parte de los poderosos, ya sea de las autoridades policiales o los terratenientes. Las injusticias que se le cometen llevan a Moreira a ser considerado un "gaucho malo" para las autoridades, siendo proscripto. Moreira se enfrenta a la policía, y su historia es difundida entre los paisanos y trabajadores, obteniendo así el respeto y la admiración del pueblo. Su prestigio lo convierte en una figura que primero es buscada por los partidos que van a elecciones, pero pronto se vuelve un comodín de guerra, el cual cambia de bando o es perseguido en el medio de las luchas entre los caudillos Bartolomé Mitre y Adolfo Alsina, durante la época de la llamada Revolución de 1874.

## Reparto
- Rodolfo Bebán ... Juan Moreira
- Elcira Olivera Garcés ... Vicenta
- Edgardo Suárez ... Segundo, el compadre
- Jorge Villalba ... Julián Andrade
- Elena Tritek ... Laura
- Eduardo Rudy ... Teniente Alcalde
- Alba Mujica ... La Muerte
- Carlos Muñoz ... Dr. Marañón
- Héctor Ugazio
- Osvaldo de la Vega
- Pablo Herrera
- Pablo Cumo ... Caudillo Acosta
- Pete Martin
- Augusto Kretschmar ... Oficial
- Rolando Franchi
- Juan Carlos Vargas
- Yaco Lorca
- Osvaldo de Candia
- Juan Carlos Riddell
- Conrado Kerstich
- Rubén Darío Basiles ... Extra
- El negro Frede ... Gaucho
- Fernando Martín López

## Antecedentes
Juan Moreira existió realmente. Nació en San José de Flores, probablemente en 1819, vivió gran parte de su vida en el partido de La Matanza y murió en Lobos en 1874, donde se encuentra enterrado en el cementerio. Su padre era un feroz Mazorquero de origen gallego.
La novela Juan Moreira apareció originalmente como folletín escrito por Eduardo Gutiérrez en 1879, para el diario La Patria Argentina, con gran éxito popular. Poco después apareció la obra de teatro homónima, que fue presentada primero como pantomima y luego como obra teatral, en el circo de Pepe Podestá, constituyéndose en una obra base del teatro argentino. En 1948 se estrenó la primera versión fílmica, basada en la novela de Gutiérrez y protagonizada por Fernando Ochoa como Moreira.

## Producción
Se filmó principalmente en el partido de Lobos y en parte en la localidad de Uribelarrea (Cañuelas), Provincia de Buenos Aires.
El coguionista, Jorge Zuhair Jury, es hermano de Leonardo Favio.

## Premios
- Premios Cóndor de Plata (1974): Mejor película